# Mathew Baynton
Mathew John Baynton, född 18 november 1980 i Southend-on-Sea, Essex är en brittisk skådespelare, musiker och manusförfattare.

## Rollista i urval
- 2008 – Ashes to Ashes (TV-serie)
- 2008–2009 – Gavin & Stacey (TV-serie)
- 2009 – Horne & Corden (TV-serie)
- 2009–2010 – The Armstrong & Miller Show (TV-serie)
- 2010 – Livet efter detta
- 2010–2012 – Peep Show (TV-serie)
- 2011–2012 – Spy (TV-serie)
- 2013–2014 – The Wrong Mans (TV-serie)
- 2018–2020 – The Split (TV-serie)
- 2019–2023 – Ghosts (TV-serie)
- 2021 – Mord i paradiset (TV-serie)
- 2023 – Wonka
- 2023 – Mord är lätt (TV-serie)
- 2024 – En duktig flickas handbok i mord (TV-serie)